# Mieczysław Dzięgałło
Mieczysław Dzięgałło (ur. 7 lipca 1918 w Załużu, zm. 13 maja 2005) – polski żołnierz.

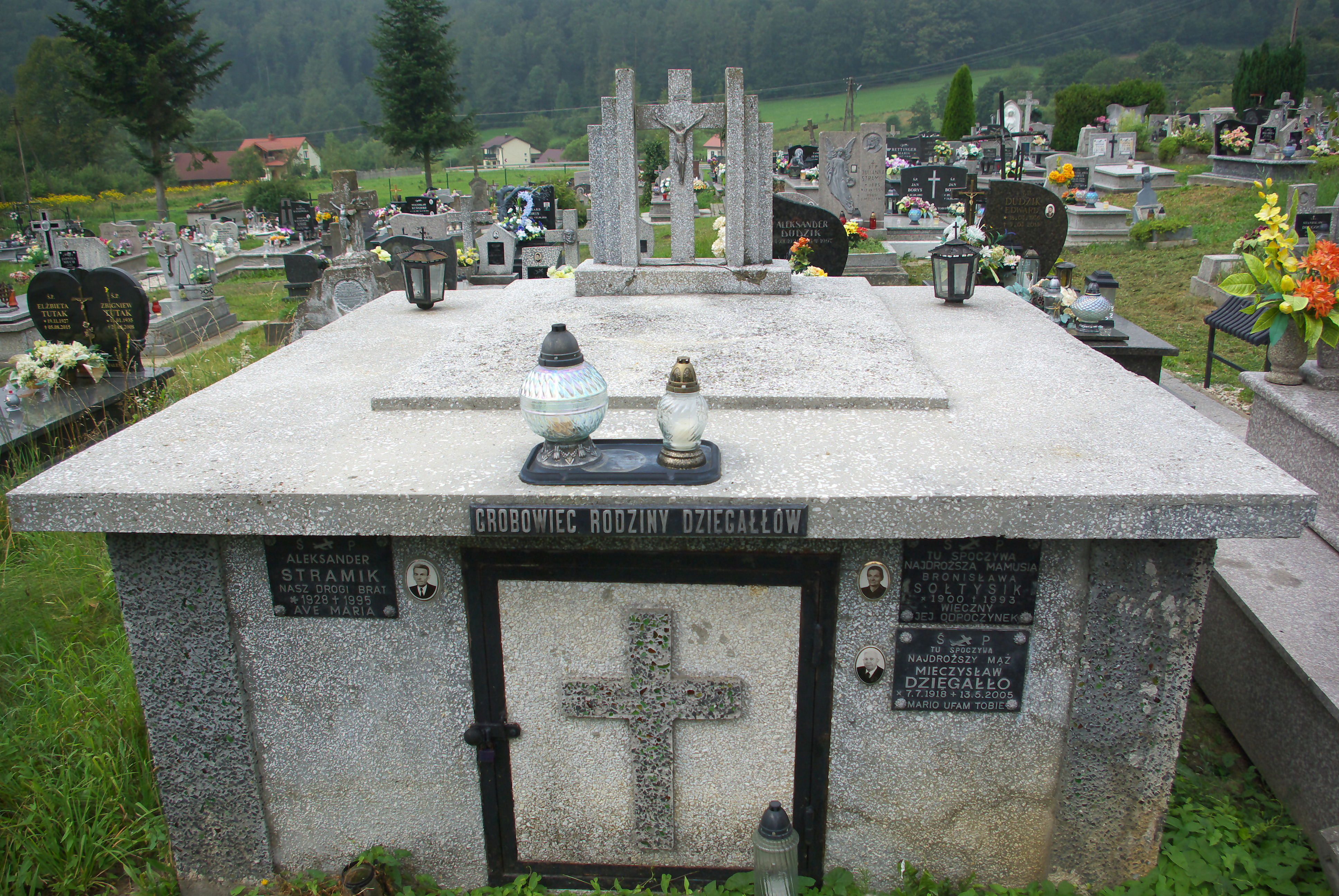
Grobowiec Mieczysława Dzięgałły na cmentarzu w Wujskiem

## Życiorys
Urodził się 7 lipca 1918 w Załużu jako syn Władysława, oficera c. i k. armii, poległego w 1919 w wojnie polsko-ukraińskiej. W okresie II Rzeczypospolitej zamieszkiwał w rodzinnym Załużu. W 1935 ukończył szkołę powszechną i wstąpił do junackich hufców pracy w Nowym Targu. Od 1937 do 1938 odbywał kurs wojskowy w I batalionie pancernym w Poznaniu. Następnie służył w Krakowie, a potem został przeniesiony do 2 Dywizjonu Pociągów Pancernych w Niepołomicach.
Po wybuchu II wojny światowej w okresie kampanii wrześniowej służył w załodze pociągu pancernego na trasie Kraków-Jarosław i został ranny. Następnie powrócił do Załuża, znajdującego się na obszarze okupacji sowieckiej (po prawej stronie rzeki San). Podjął pracę jako motorowy w kopalni nafty w Tyrawie Solnej, później w elektrostacji przy budowie sowieckich bunkrów do czasu ataku Niemiec na ZSRR w czerwcu 1941. Po zakończeniu wojny brał udział w walkach z Ukraińską Powstańczą Armią.
W połowie 1949 zdał egzamin z zakresu gimnazjum ogólnokształcącego w Sanoku.
W PRL był działaczem Polskiego Związku Emerytów, Rencistów i Inwalidów. Był członkiem Koła Miejsko-Gminnego Związku Bojowników o Wolność i Demokrację w Sanoku. 22 kwietnia 1997 został wiceprzewodniczącym powołanego wówczas oddziału miejskiego Krajowej Partii Emerytów i Rencistów w Sanoku, a w marcu 1998 wybrany przewodniczącym tegoż.
Był żonaty. Zmarł 13 maja 2005 i został pochowany na cmentarzu w Wujskiem.

## Odznaczenia
- Krzyż Kawalerski Orderu Odrodzenia Polski (1975)[9]
- Medal „Za udział w wojnie obronnej 1939” (1982)[6]
- Medal „Za udział w walkach w obronie władzy ludowej” (1986)[10]
- Złota odznaka Polskiego Związku Emerytów, Rencistów i Inwalidów (1985)[5]